# 12 Love Stories
『12 Love Stories』（トゥエルブ・ラブ・ストーリーズ）は、童子-Tのコンピレーション・アルバムである。2008年9月24日発売。

## 概要
童子-Tが自身の楽曲から"LOVE"をテーマに選曲をし、収録曲は全てラブソングとなっている。タイトルの12は収録曲数を示している（ボーナス・トラックを除く）。これまで発表した楽曲に加え、新曲も収録。
初回盤には「もう一度… feat.BENI」のPVが収録されたDVD付き。
童子-Tのアルバムでは初のオリコントップ10入りを果たした。3位という順位はシングル・アルバム通じて最高である。デイリーチャートでは1位も獲得している。売上50万枚超えの大ヒットアルバムとなった。
2008年12月3日には完全生産限定で、『12 Love Stories-Sweet Love Box-』が発売された。CDの収録曲に変更はないが、DVDには「もう一度… feat.BENI」のPVに加え、「約束の日 feat.青山テルマ」のPVが追加収録された。更に、ファッションブランド「goa」とのWネームレザーバングルがペアで付き、これらが限定仕様のスペシャルボックスに封入され発売された。
2011年11月30日、本作の続編となる『12 Love Stories 2』が発売された。

## 収録曲
1. もう一度… feat.BENI
  - 作詞：童子-T 作曲：童子-T，Shingo.S，CAGNET

自身初のオリコントップ10入りを果たしたシングル。
PVは2008年YouTube6月度チャートで全ジャンルの中で1位を記録した。
2. better days feat.加藤ミリヤ,田中ロウマ
  - 作詞：童子-T，加藤ミリヤ 作曲：童子-T，Shingo.S
3. 約束の日 feat.青山テルマ
  - 作詞：童子-T 作曲：童子-T，Shingo.S

このアルバムのリードトラック[3]。
テレビ東京系「ゴッドタン」10月度エンディング・テーマ
4. ONE LOVE feat.清水翔太
  - 作詞：童子-T，清水翔太 作曲：童子-T，清水翔太，813
5. 願い feat.YU-A (Foxxi misQ)
  - 作詞：童子-T 作曲：童子-T，Shingo.S

着うたのダウンロードは110万以上を記録した[4]。
リリース後にミュージック・ビデオが制作され、モデルの池田恵が出演した[5]。
2017年、當山みれいが発売したミニ・アルバム『願い E.P.』に、当楽曲のリアレンジバージョンでアンサーソングとされる「願い～あの頃のキミへ～」が収録された[6]。
6. アイノ カチ feat.KREVA
  - 作詞：童子-T，KREVA 作曲：KREVA
7. Good Night
  - 作詞：童子-T 作曲：G.M-KAZ
8. In-mail feat.JUJU
  - 作詞：M.TAKESUE・J.SONODA 作曲：GENETICE・813
9. 実りある人生を
  - 作詞：童子-T 作曲：童子-T，YAMAKOU
10. 光る未来 feat. 加藤ミリヤ
  - 作詞：童子-T，Miliyah 作曲：SHIGE，CHIVA，SHIMI，童子-T，Miliyah
11. 会いにいこう
  - 作詞：童子-T 作曲：Mr.Drunk，Yoshinao Mikami
12. summer days feat. BENI <'08 ver.>
  - 作詞：Shingo.S，童子-T，安良城紅 作曲：Shingo.S

Bonus Track
13. 君だけを <Remix> / 郷ひろみ feat.童子-T
  - 作詞：童子-T 作曲：童子-T，Shingo.S，DJ TAKI-SHIT